# Rutenbeckska gården

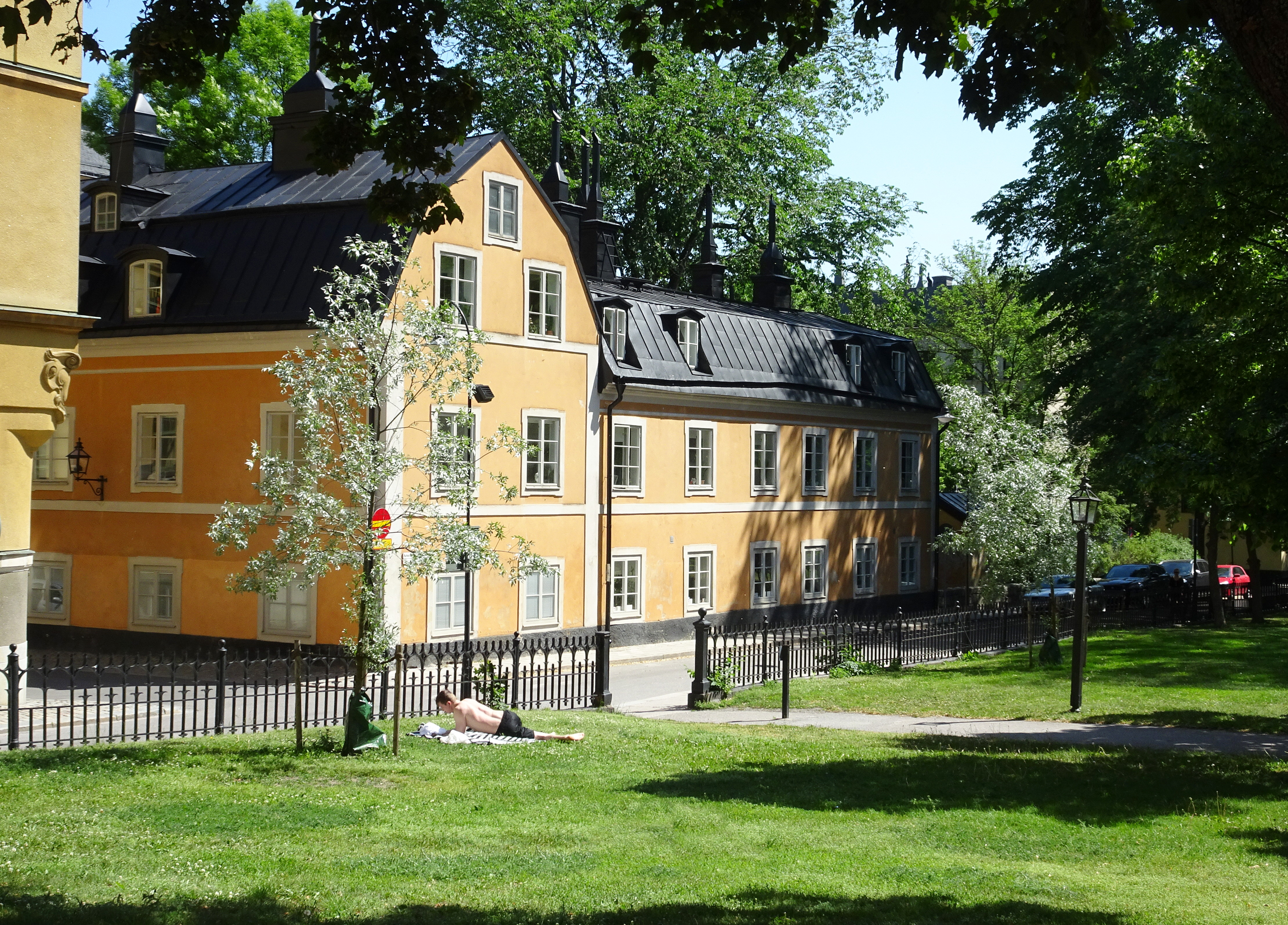
Rutenbeckska gården, fasad mot Katarina kyrka, hus 2 (med gaveln) till vänster och hus 3, juni 2019.

Rutenbeckska gården är en gammal borgargård i kvarteret Sankta Katarina större vid Katarina östra kyrkogårdsgränd, Mäster Mikaels gata och Nytorgsgatan på Södermalm i centrala Stockholm. Bebyggelsen uppfördes efter den stora Katarinabranden 1723 och är i dag kulturminnesmärkt, dock inte byggnadsminne. Fastigheten ägs av AB Stadsholmen och är blåmärkt av Stadsmuseet i Stockholm, vilket innebär att den utgör "synnerligen höga kulturhistoriska värden".

## Historik

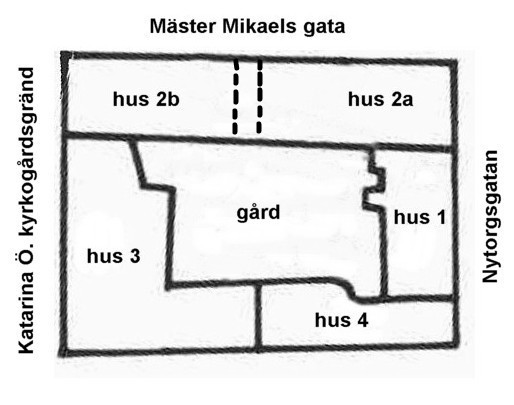
Sankta katarina större nr 5.

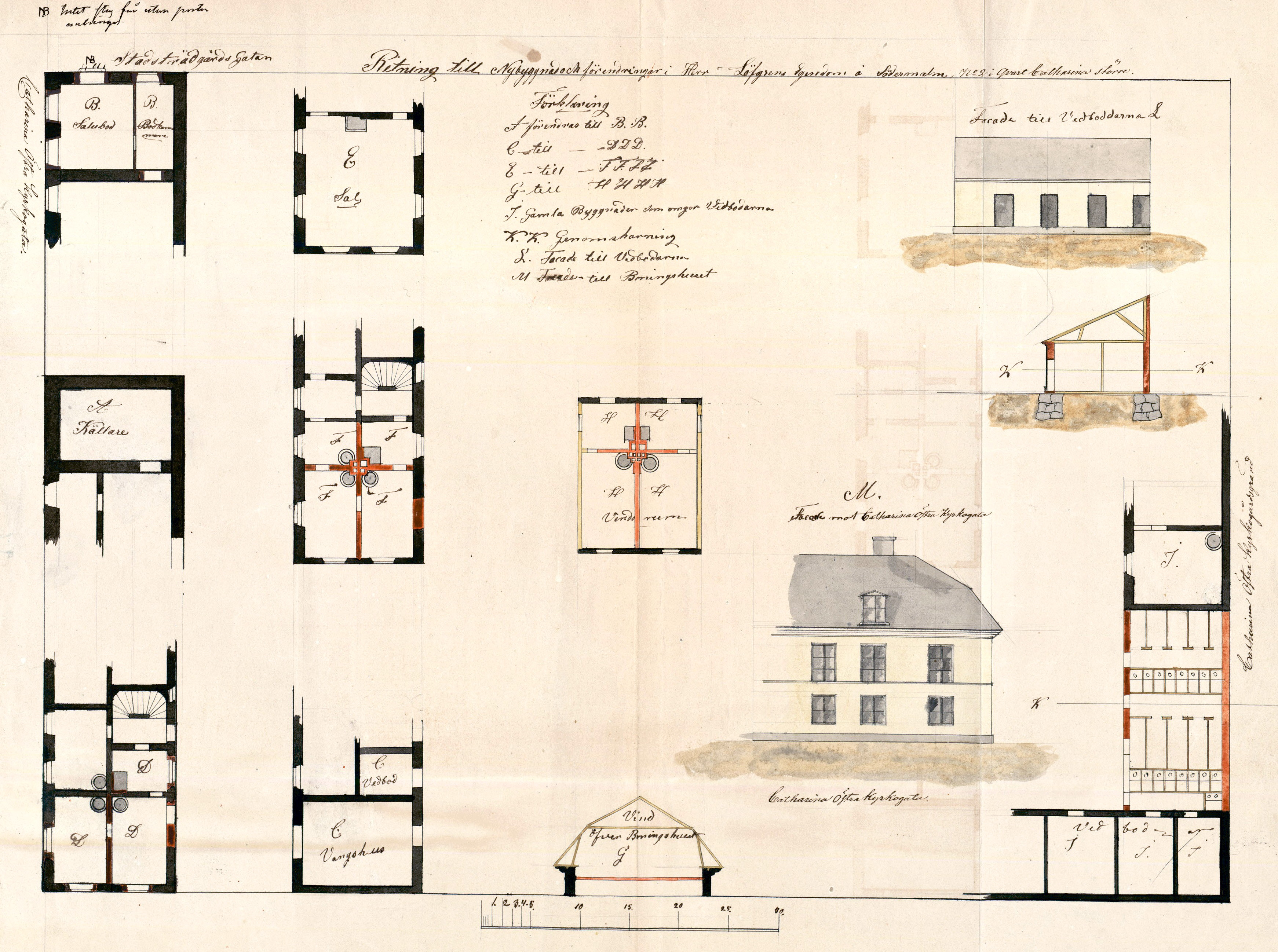
Om- och tillbyggnadsritningar beställda av handlaren Löfgren, 1852.

Fastigheten Sankta Katarina större 5, som upptar den norra delen av kvarteret, består av fyra byggnader i sten respektive trä uppförda efter Katarinabranden 1723. Det äldsta huset (husdel 1) är ett trähus mot Nytorgsgatan som byggdes strax efter branden. Ägaren var hökaren Jonas Enroth som drev hökarbod här. Hans tidigare hus stod på samma plats och hade blivit förstört i branden. Under 1800-talets första del kläddes fasaden med panel och dekorativa snickeridetaljer.
Det stora gathuset i hörnet Mäster Mikaels gata / Nytorgsgatan (hus 2) byggdes i två etapper. Delen närmast Nytorgsgatan började uppföras före 1754 och fick en påkostad inredning. I huset  drevs under andra hälften av 1700-talet också ett tobaksspinneri och en välkänd textilfabrik. Ytterligare byggnader uppfördes på initiativ av klädfabrikören Johan Petter Rutenbeck (stavas även  Ruthenbeck) på 1770-talet. Han lät bygga ett stenhus söder om trähuset (hus 4) och ett uthus mot Katarina östra kyrkogårdsgränd (hus 3) 1771–1776. Gathuset mot Mäster Mikaels gata (dåvarande Katarina östra kyrkogata 2) förlängdes västerut 1779. 
Av brandförsäkringen från år 1771 framgår att det fanns ett fabriksrum i trähuset (hus 1) och att stenhuset (hus 2) mot dagens Mäster Mikaels gata innehöll Rutenbecks paradvåning en trappa upp bestående av sal och fyra stora bostadsrum. Interiören med målade väggfält visande landskapsmotiv finns fortfarande bevarad. I bottenvåningen fanns stall, vagnshus och drängkammare. På gården fanns en egen brunn med brunnshus, ett lusthus och en inhägnad trädgård med tio fruktträd. Verksamheten pågick till 1840-talet.
Handelsmannen Isac Löfgren lät 1852 bygga om kvarteret för bostäder och inrättade även en salubod. År 1856 lät guldsmeden Hans Forsman utföra en ombyggnad av hus 3. Från slutet av 1800-talet fungerade byggnaderna som hyreskaserner. I början av 1900-talet hade C.G. Petterssons Speceri & Viktualiehandel sin försäljningslokal i hus 2, hörnet mot Nytorgsgatan.

## Historiska bilder

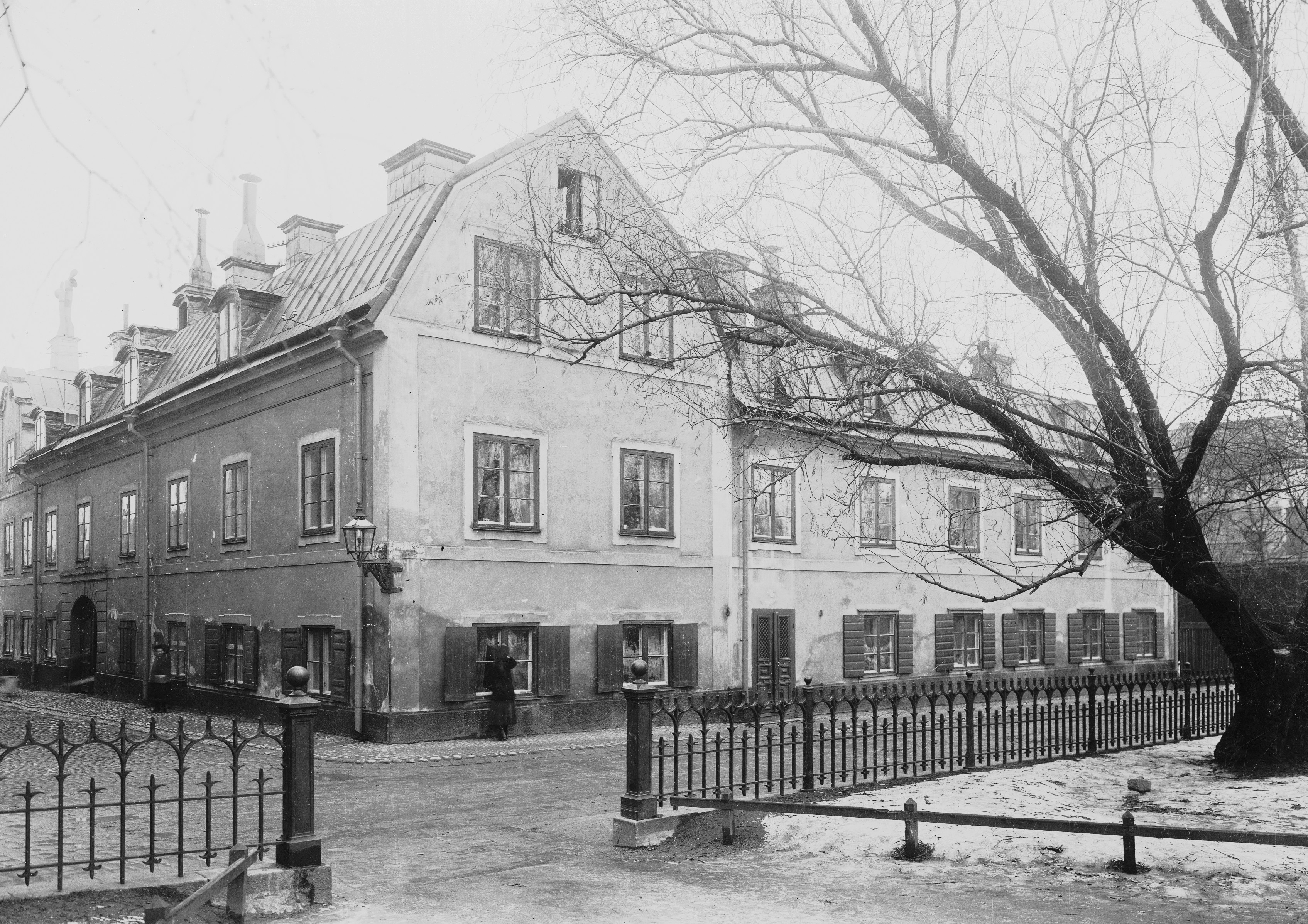
Rutenbeckska gården fasad mot Katarina kyrka, hus 2 (gaveln) till vänster och hus 3 till höger, 1910.
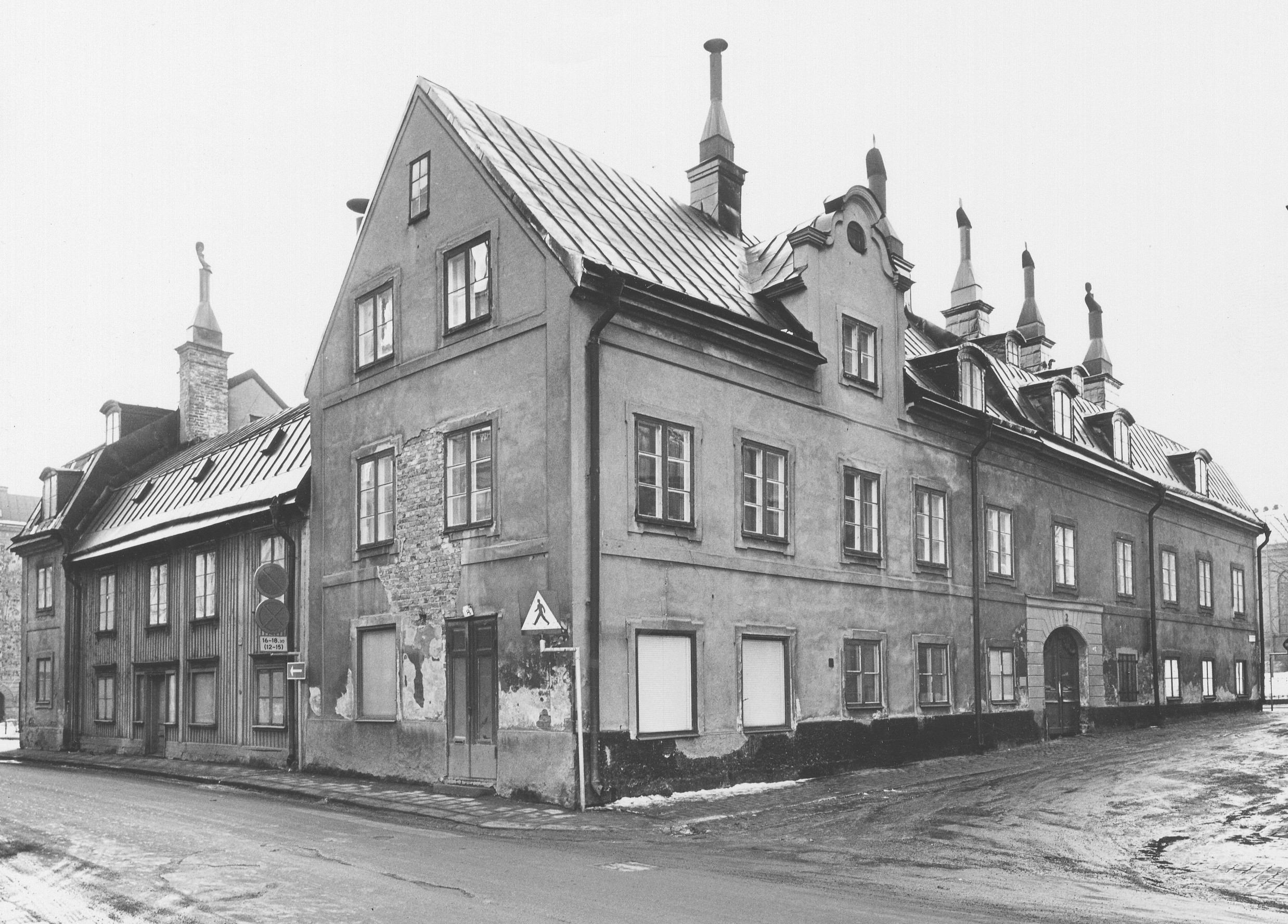
Rutenbeckska gården, hus 2 före renoveringen, 1960-tal.
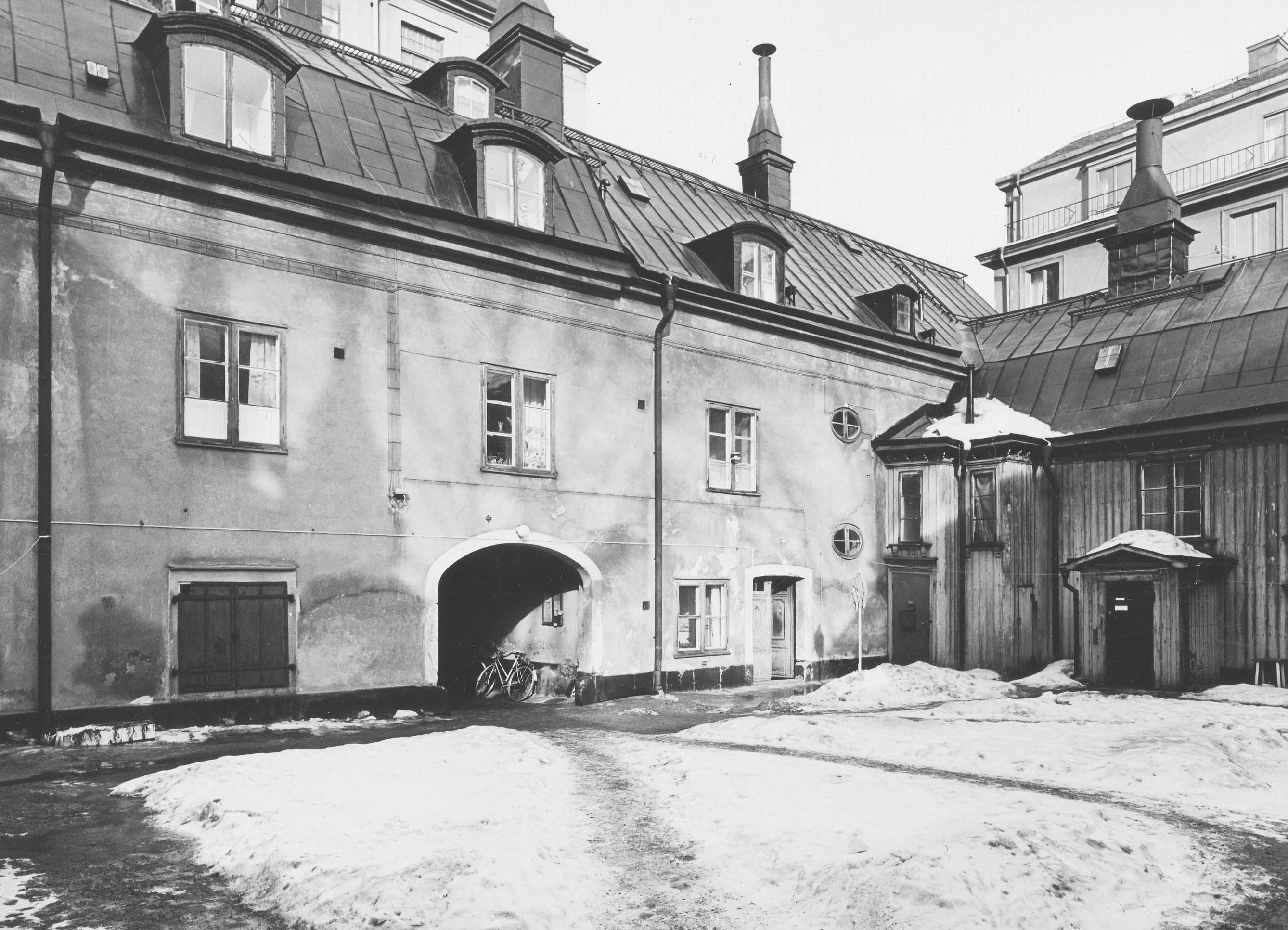
Innergården hus 2 med portgången till vänster och del av hus 1 på 1960-talet.
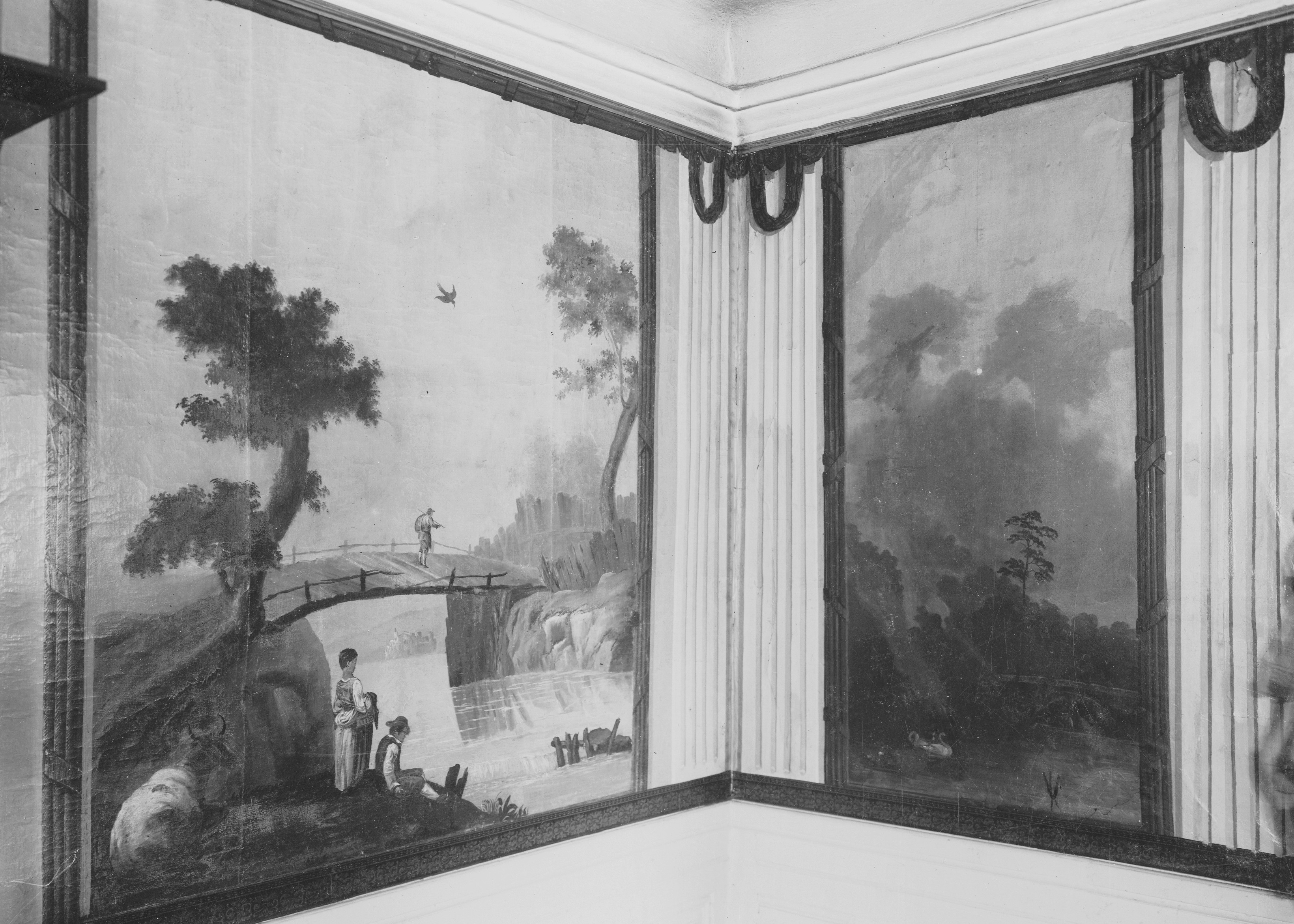
Väggmålningar i paradvåningen, 1906.

## Husets vidare öden
Fastigheten förvärvades av Stockholms stad år 1930. Då var bebyggelsen rivningshotad eftersom Nytorgsgatan skulle breddas mot väster, men gaturegleringen efter en stadsplan från 1890-talet genomfördes aldrig. På 1960-talet var huset i dåligt skick och stod delvis tomt. En omfattande renovering och modernisering genomfördes på 1970-talet efter ritningar av arkitektkontoret Ahlgren-Olsson-Silow. Bland de bevarade byggnadsdetaljerna märks körporten från Mäster Mikaels gata från 1700-talet med blomsterdekor som är gestaltad i rokoko. I lägenheterna finns bland annat äldre brädgolv, dörrar, foder, paneler och takdekor från både 1700-tal och 1800-tal. I stenhuset vid Mäster Mikaels gata finns fortfarande de representativa rumssviterna från 1700-talet bevarade.

## Nutida bilder

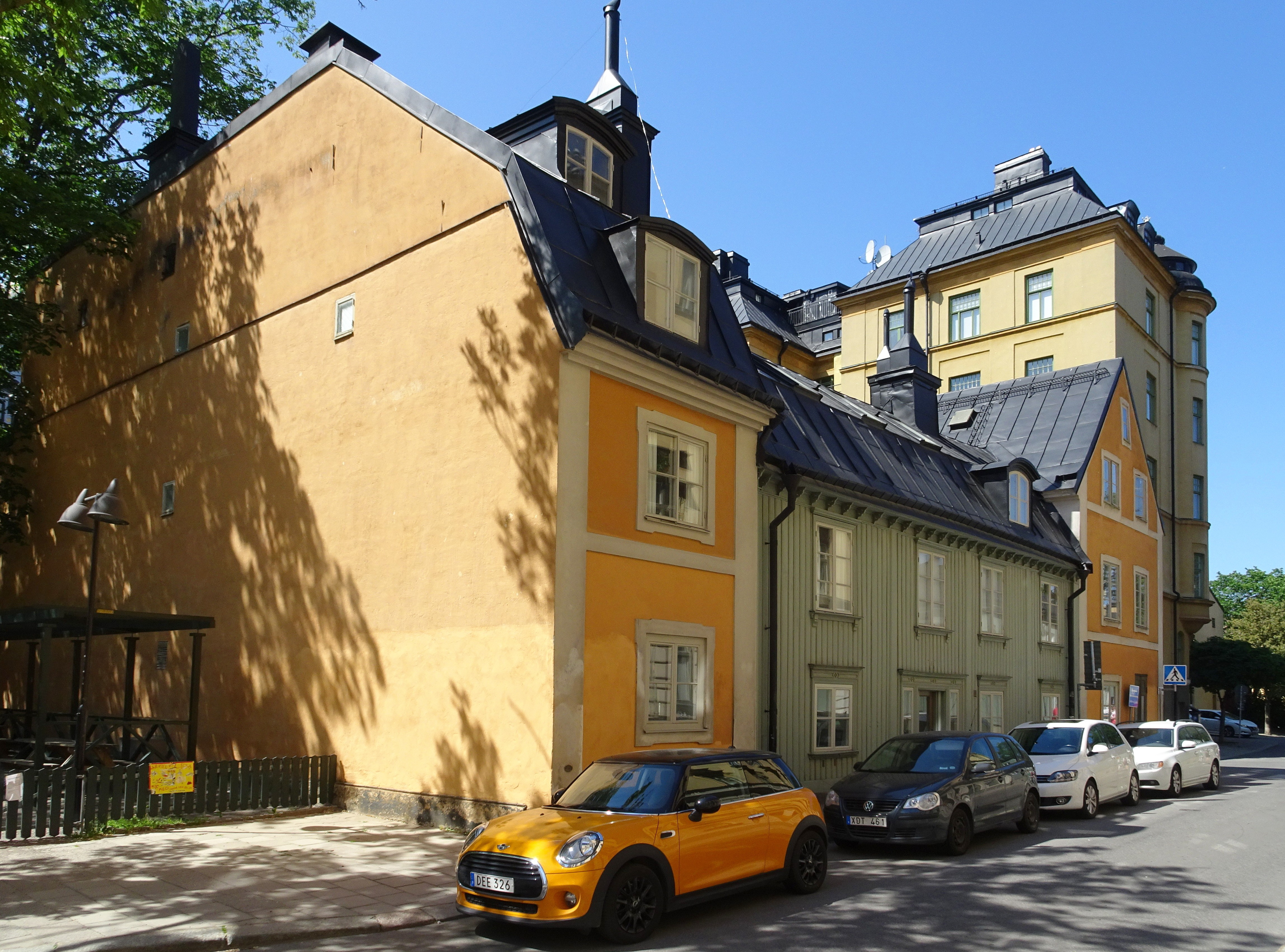
Hus 4 (närmast) och hus 1 mot Nytorgsgatan.
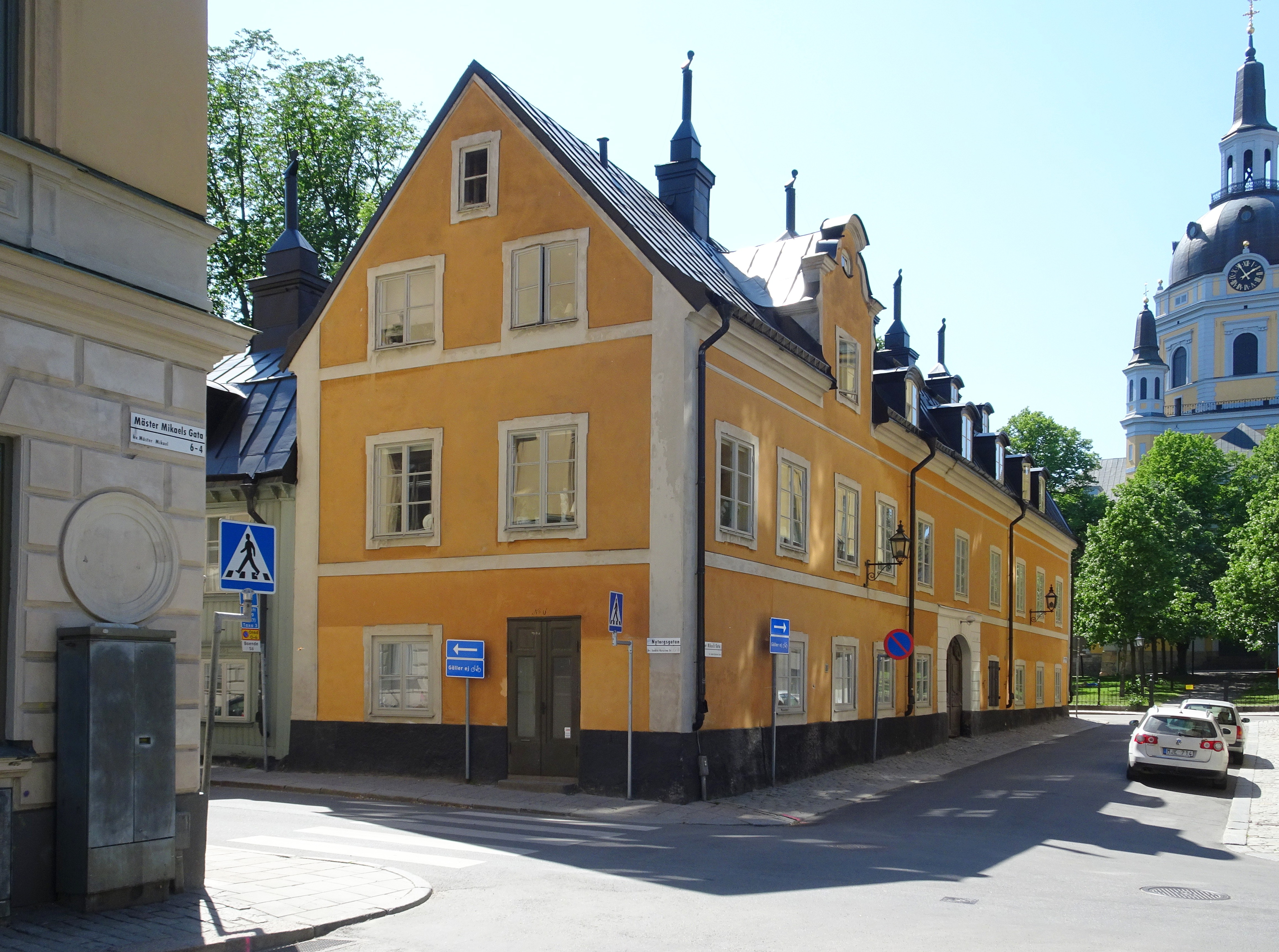
Hus 2 i hörnet Mäster Mikaels gata och Nytorgsgatan.
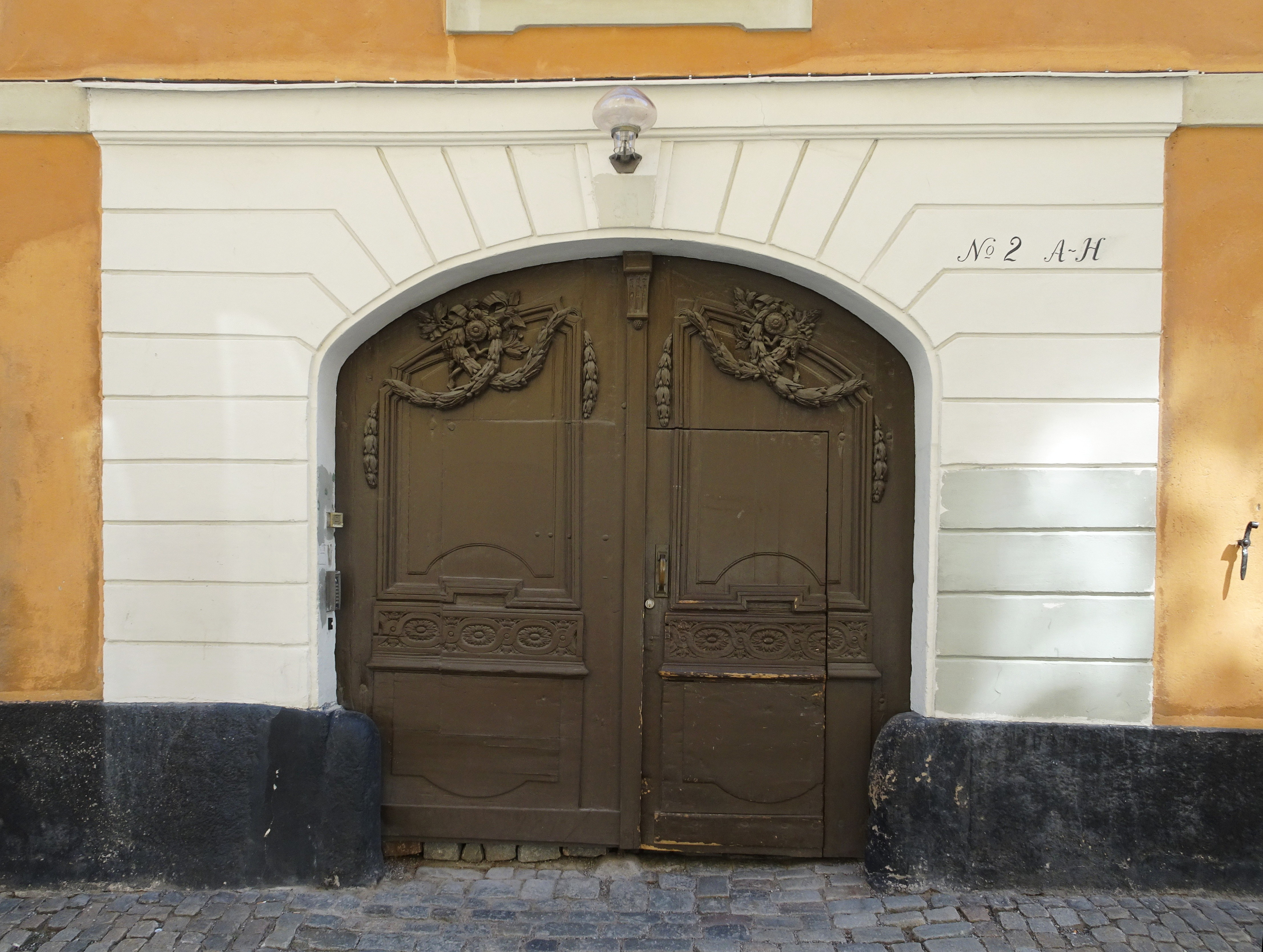
Körporten från Mäster Mikaels gata med snidade rokoko-motiv.
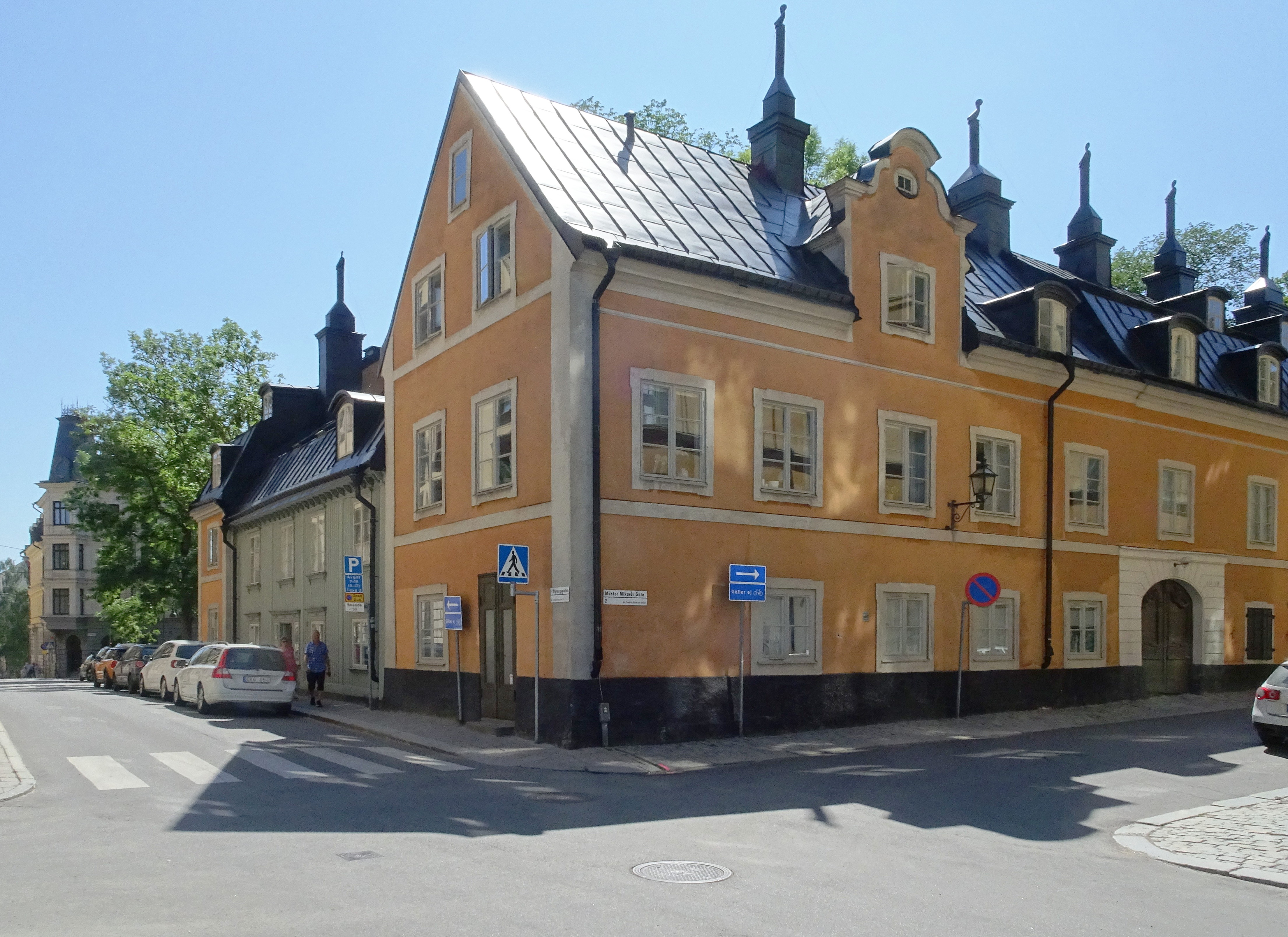
Hus 2 (närmast), hus 1 och hus 4 sedda från Hörnet Mäster Mikaels gata / Nytorgsgatan.